# 尼古拉·馬克西莫維奇
尼古拉·馬克西莫維奇（1991年1月25日—）是一位塞爾維亞足球運動員。在場上的位置是中後衛。現效力於法甲球隊蒙彼利埃。

## 榮譽

### 球會
貝爾格勒紅星
- 塞爾維亞杯冠軍：2011–12賽季

 那不勒斯
- 義大利盃冠軍：2019–20賽季